# آنتونوف ای‌ان-۵۰

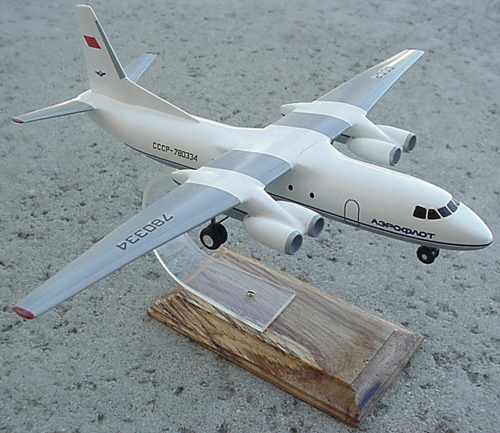
نمایی از ماکت «آنتونوف ای‌ان-۵۰»، محصول دههٔ ۱۹۷۰

آنتونوف ای‌ان-۵۰ (به انگلیسی: Antonov An-50) یک هواپیمای ساخت کارخانهٔ آنتونوف در کشور اتحاد جماهیر سوسیالیستی شوروی است.